# آي آم ألايف
آي آم آلايف (بالإنجليزية: I AM ALIVE)‏ ، هي لعبة إلكترونية من نوع ألعاب الرعب، أنتجت سنة 2012م وتعمل على أنظمة مايكروسوفت ويندوز وبلاي ستيشن 3 إكس بوكس 360.